# 101-es busz (Budapest, 1977–2000)
A budapesti 101-es jelzésű autóbusz Nagytétény, Angeli utca és a Barackos út között közlekedett körforgalomban. A vonalat a Budapesti Közlekedési Rt. üzemeltette.

## Története
A vonal 1963. január 28-án indult 13-as jelzéssel. 1963. február 11-én a 13A jelzést kapta, hogy ne lehessen összetéveszteni a diósdi 13-as busszal. 1977. január 1-jén kapta a 101-es jelzést. 2000. június 30-án megszűnt, a Camponáig meghosszabbított 13-as és 13A buszok pótolják.
2014. március 31-étől újra járt 101-es busz, a Kelenföld vasútállomás és Budatétény vasútállomás (Campona) között. Jelzése 2016-ban 101E-re módosult és kiegészítő járata indult 101B jelzéssel.

## Útvonala
| Nagytétény, Angeli utca → Barackos út → Nagytétény, Angeli utca |
| --- |
| Nagytétény, Angeli utca vá. – Angeli utca – Barackos út – Szakiskola utca – Ezüstgaras utca – Barackos út – Bartók Béla út – 888. utca – Dráva utca – Dózsa György út – Nagytétényi út – Nagytétény, Angeli utca vá. |

## Megállóhelyei
| 0  | Nagytétény, Angeli utca végállomás |                               |
| 1  | Temető                             | 13, 13A, 113                  |
| 2  | Nagytétény-Diósd, MÁV-állomás      | 13, 13A, 113 Nagytétény-Diósd |
| 3  | Barackos út                        | 13, 13A, 113                  |
| 4  | Szakiskola utca                    |                               |
| 5  | Szilvafa utca                      |                               |
| 6  | Bartók Béla út                     |                               |
| 7  | Damjanich utca                     |                               |
| 8  | Aluljáró                           |                               |
| 9  | Mátra utca                         |                               |
| 10 | Dózsa György út                    | 14                            |
| 11 | Tenkes utca                        | 3                             |
| 12 | Bartók Béla út                     | 3, 3                          |
| 13 | Petőfi Sándor utca                 | 3                             |
| 14 | Szabadság utca                     | 3, 3                          |
| 15 | Angeli utca                        | 3, 3, 13, 13A, 113            |
| 16 | Nagytétény, Angeli utca végállomás | 3, 3, 13, 13A, 113            |